# Герзейская культура
Герзейская культура — археологическая энеолитическая культура додинастического Египта.

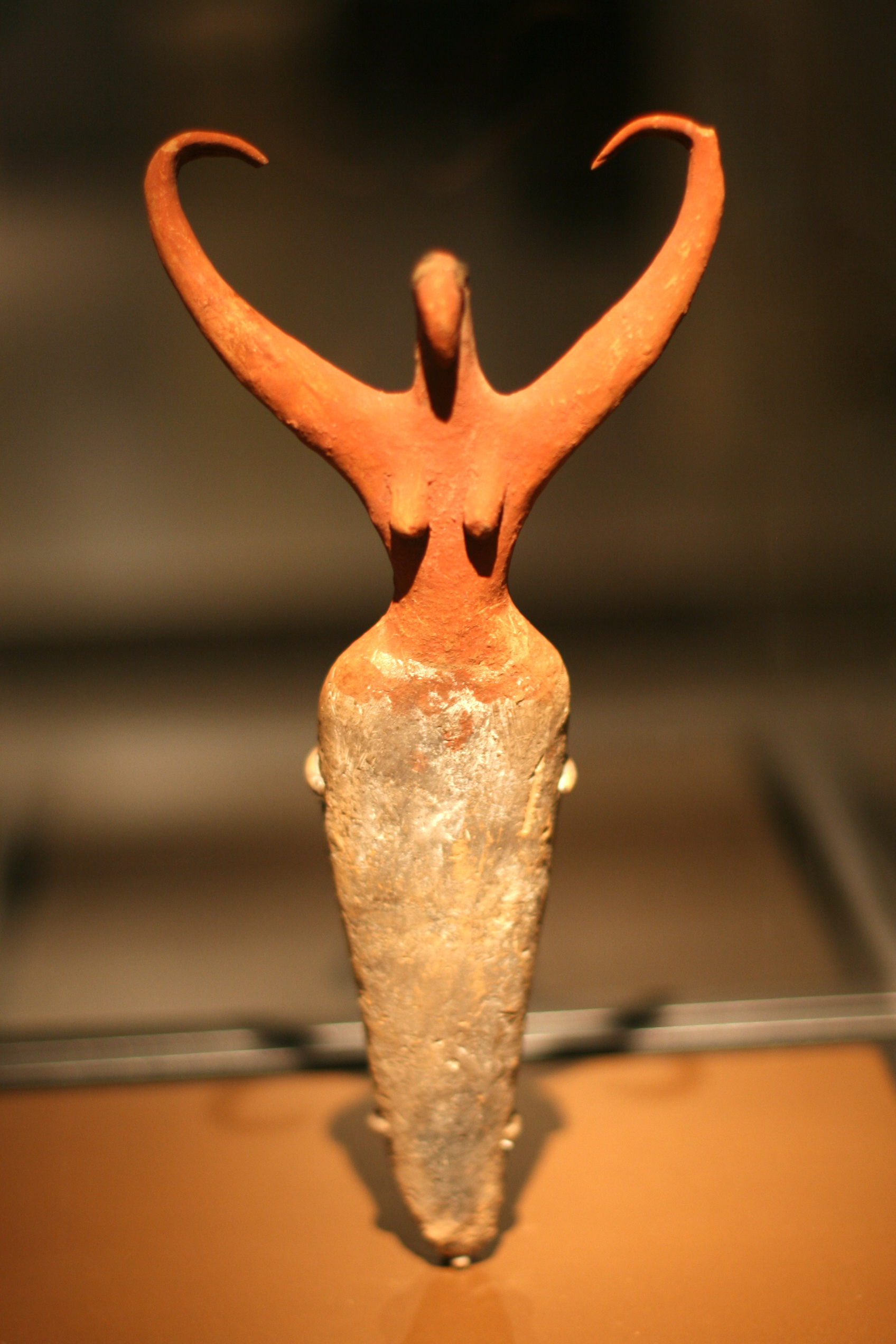
Фигурка женщины из окрашенной терракоты, высота ок. 30 см. Герзейская культура, 3500-3400 гг. до н. э. Бруклинский музей

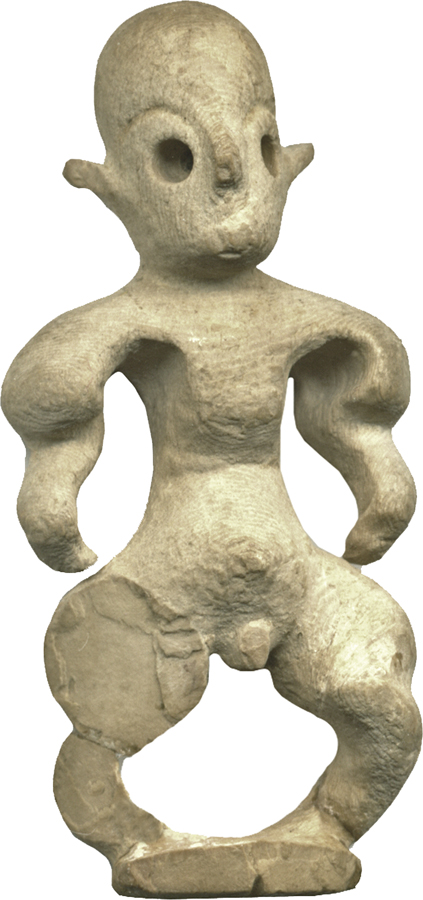
Фигурка карлика из кости гиппопотама, высота ок. 4 см. Герзейская культура, датируется примерно 3200 годом до н. э. Художественный музей Уолтерс

Герзейская культура является второй из трёх фаз культуры Негада и поэтому называется Нега́да II.

## Местоположение и периодизация
Памятники данной культуры расположены на западном берегу Нила неподалёку от нынешнего одноимённого города (Аль-Гирза) в Египте.
Герзейской культуре предшествует амратская культура (или Негада I). Следующей за герзейской культурой является додинастическая семанийская культура, или Накада III.
Периодизация: 3600—3300 гг. до н. э.
Ранний период герзейской культуры — 3600—3500 гг. до н. э.
Средний период герзейской культуры — 3500—3400 гг. до н. э.
Поздний период герзейской культуры — 3400—3300 гг. до н. э.
Завершением герзейской культуры, как правило, считается время, совпадающее с объединением Египта.

## Артефакты
Культура обнаружила себя большим количеством могильников и поселений. Характер артефактов указывает, что культура является дальнейшим развитием более ранней амратской культуры.
При раскопках обнаружены:
- каменные и медные орудия труда и охоты: тёсла, кинжалы, рыболовные крючки;
- артефакты скотоводства;
- артефакты имущественного расслоения первобытного общества;
- фрагменты сооружений для искусственного орошения в виде сети каналов;
- керамика с жёлтым ангобом, расписанная красной краской;
- рисунки лодок, людей, гор и животных;
- статуэтки из глины и камня (женщина и пленные со связанными за спиной руками).

Некоторые пласты, материальные артефакты начала Накада II схожи с образцами амратской и бадарийской культур (3800-3650 гг. до н. э.).
Пласты артефактов культур Накада были впервые разделены британским египтологом Уильямом Флиндерсом Питри в 1894 году.
Основной отличительной чертой между ранней амратской и герзейской культурами является наличие дополнительного декоративного орнамента, использованного в керамике герзейской культуры, а также добавление рисунков стилизованных животных и окружающей среды в большей степени, чем раньше.
Некоторые символы на керамике герзейской культуры похожи на традиционные написания иероглифов, современных доклинописным шумерским текстам.
В захоронениях герзейской культуры обнаружены косметическая палитра, костяной гарпун, слоновая кость, горшок, каменные сосуды и несколько бус из метеоритного железа. Это древнейший факт использования железа в украшениях.
Бусы из метеоритного железа обнаружены в двух могилах (Уэйнрайт, 1911). В 2013 году было установлено, что кристаллическая структура железа в бусинах, видманштеттенова структура, типична для метеоритов. В составе железа был обнаружен германий в количествах, указывающих на отсутствие тепловой обработки, такой как плавка или горячая ковка. Установлено, что железо было расковано холодным способом в тонкие пластинки, которые были скручены в бусины, причем отверстие для нанизывания было оставлено именно внутри свернутой трубочки: дефекты, оставшиеся на краях свернутого металла, исключают возможность сверления.
Т. н. «лазурит торговли» в виде бус из его известного источника — Бадахшанской области на северо-востоке Афганистана — также достиг носителей древней герзейской культуры.